# Pouteria amapaensis
Pouteria amapaensis är en tvåhjärtbladig växtart som beskrevs av João Murça Pires och Terence Dale Pennington. Pouteria amapaensis ingår i släktet Pouteria och familjen Sapotaceae. IUCN kategoriserar arten globalt som starkt hotad. Inga underarter finns listade i Catalogue of Life.